# Francis Lindisfarne Morley Crossman
Francis Lindisfarne Morley Crossman, britanski general, * 1888, † 1947.